# That Championship Season
That Championship Season è un'opera teatrale del drammaturgo Jason Miller, debuttata a New York nel 1972. Il dramma fu un successo da oltre settecento repliche a Broadway e si aggiudicò il Premio Pulitzer per la drammaturgia ed il Tony Award alla migliore opera teatrale.

## Trasposizioni cinematografiche
Nel 1982 l'autore Jason Miller ne ha realizzato la versione cinematografica Correre per vincere del dramma, con Martin Sheen e Bruce Dern.
Nel 1999 l'autore ne scrisse anche una versione per la televisione diretta da Paul Sorvino.